# European Review of Agricultural Economics
European Review of Agricultural Economics is een internationaal, aan collegiale toetsing onderworpen wetenschappelijk tijdschrift op het gebied van de
agro-economie.
De naam wordt in literatuurverwijzingen meestal afgekort tot Eur. Rev. Agr. Econ.